# رباح مهنا
رباح مهنا (وُلد عام 1948 في حي الشجاعية، غزة – تُوفي في 5 مايو 2019 في بلنسية) طبيب وسياسي فلسطيني، كان عضوًا في المكتب السياسي للجبهة الشعبية لتحرير فلسطين، وعضوًا في المجلس الوطني الفلسطيني، ولجنة المتابعة العليا للقوى الوطنية والإسلامية.

## النشأة والتحصيل العلمي
وُلد رباح حسن عبد العزيز مهنا في حي الشجاعية بمدينة غزة عام 1948. تلقى تعليمه المدرسي في مدارس غزة، وحصل على شهادة الثانوية العامة من مدرسة فلسطين الثانوية عام 1966. غادر إلى مصر وحصل على درجة البكالوريوس في الطب من جامعة القاهرة عام 1972، ودرجة الماجستير في الطب الباطني من بريطانيا.

## الحياة العملية
عمل مهنا طبيبًا في مستشفى الشفاء في غزة عام 1972، واستشاريًا لأمراض الغدد والسكري. انتمى مهنا إلى الجبهة الشعبية لتحرير فلسطين عام 1979. وشارك في تأسيس اتحاد لجان العمل الصحي عام 1985، واتحاد لجان العمل الزراعي عام 1986، ومؤسسة الضمير لرعاية الأسير وحقوق الإنسان عام 1991، ومستشفى العودة التابع للجان العمل الصحي في جباليا عام 1997. كان مهنا نائبًا لرئيس الجمعية الطبية بين عامي (1981-1991)، ونائبًا لرئيس جمعية الهلال الأحمر الفلسطيني في قطاع غزة وعضو مجلس إدارتها، وعضو المجلس الصحي الفلسطيني الأعلى بين عامي (1993-1996).
في عام 2000، شارك في مؤتمر الجبهة الشعبية لتحرير فلسطين السادس وانتخب عضوًا في مكتبها السياسي، وصار مسؤولها في قطاع غزة. ترشح لخوض الانتخابات التشريعية الفلسطينية عام 2006 عن دائرة غزة ولكنَّه لم يفز.

## الوفاة
تُوفي بعد صراع مع المرض في مدينة بلنسية بإسبانيا في 5 مايو 2019. ودُفن في قطاع غزة.